# Een heel nieuw leven
Een heel nieuw leven is het tweede boek van schrijver, uitgever en communicatieadviseur Gerrit Brand. De roman verscheen in 2011 en werd uitgegeven door uitgeverij Nobelman.

## Samenvatting
Het boek gaat over horlogemaker en juwelier Tadema. Als een baron een van de duurste en meest gecompliceerde horloges van Tadema bestelt, rekent de juwelier zich rijk. Maar de baron stelt elke keer de betaling uit, en in tussentijd valt zijn vrouw Adèle als een blok voor de rijke baron. Dit in combinatie met de opkomende financiele crisis zorgt ervoor dat de juwelier in een negatieve spiraal terecht komt. Hij komt erachter dat de enige manier om zijn leven weer op de rails te krijgen, is het deel van het radarwerk dat zijn leven blokkeert te elimineren. Samen met zijn vrouw besluit hij dat het tijd wordt voor een heel nieuw leven.

## Geschiedenis
Een heel nieuw leven is het tweede boek van Gerrit Brand, en werd in 2011 uitgegeven. Naast dit boek schreef hij ook Tolvlucht, De wegen van Valentina en De Amerikaan. Een heel nieuw leven werd in 2016 uitgegeven in het Roemeens onder de naam O viață nouă, nouă en werd gepubliceerd door Uitgeverij Herg Benet. De roman werd vertaald door Jeanette Carp en Ronald van Linde.

## Thema's
- Scheidingen en vreemdgaan
- Horloges
- Golf
- Vriendschap

## Verteltechniek
Het boek is verteld vanuit het personaal perspectief. Er wordt gesproken vanuit de verleden tijd en met een hij/zij-persoon.